# Kafr 'Inan
Kafr ʿInān (كفر عنان) är en palestinsk avfolkad by 33 kilometer öst om staden Akko, Israel. Tills 1949 var den befolkad av palestinier. Arkeologiska utgrävningar tyder på att byn grundades under tidig romartid och att livet i byn alltjämt fortsatt under såväl bysantinsk tid, återkommit under medeltiden och varat till modern tid.
Byn intogs av Israel 1948 och många av byns invånare flydde striderna som uppstod. Den nybildade israeliska staten förklarade byn vara övergiven men flera av flyktingarna återkom till byn, och israeliska militären genomförde tre rensningsaktioner under 1949 innan alla palestinier var fördrivna.
I byn finns en helig plats tillägnad Sheikh Abu Hajar Azraq. Även arkeologiskt intressanta lämningar finns i rik mängd, bland annat cisterner och brunnar som försåg byn med färskvatten från närliggande källor. Den judiska kibbutzen Kefar Chananya byggdes 1989 på platsen för byn.